# Fuerza de Paz Binacional Cruz del Sur
La Fuerza de Paz Conjunta Combinada «Cruz del Sur» es una fuerza de paz conjunta y binacional, conformada por militares de Argentina y Chile, diseñada para ser puesta a disposición de la Organización de Naciones Unidas con el propósito de ser empleada en operaciones de la paz, bajo sistema PCRS.
En la actualidad, El Estado Mayor Conjunto Combinado (EMCC), se encuentra trabajando en la Sede ubicada en Santiago de Chile, cumpliendo funciones de Planificación, Entrenamiento/Adiestramiento de la fuerza, en todo lo relacionado con su empleo y despliegue ante el requerimiento de las ONUs, la que se encuentra próxima a cumplir 20 años de existencia.
El empleo de la Fuerza de Paz Conjunta Combinada contempla tres etapas de Alistamiento:
- Preparación de la Fuerza: en la que se consideran la conformación de las fuerzas, su alistamiento y entrenamiento, terminando con la presentación de las fuerzas ante la ONU.

- Empleo de la Fuerza: esta etapa está compuesta de tres fases: predespliegue, despliegue y operación y repliegue, considerando que en las fases de despliegue y operación, el Force commander del área de misión ejerce el control operacional sobre la fuerza desplegada.

El tiempo previsto para iniciar el despliegue de las fuerzas es de entre 30 y 90 días a partir de la firma y publicación del mandato del Consejo de Seguridad de la ONU y de la respectiva aprobación por parte ambos países.
El tiempo de despliegue previsto en el área de la misión es de seis meses autosustentables, pudiendo prorrogarse en caso de ser necesario.

## Historia
En agosto de 2005, los ministros de defensa de los dos países comenzaron las negociaciones para la formación de una fuerza de paz combinada, firmando el acta que creó el Estado Mayor Conjunto de la fuerza. El 4 de diciembre de 2006, se firmó el memorando de entendimiento (estructura organizacional).
Durante el año 2010, se realizó una actualización del memorándum de entendimiento firmado en 2006, considerando modificaciones en su estructura, creación de un Grupo Bilateral de Decisión Política (integrado por los Ministerios de Defensa y de Relaciones Exteriores de ambos países) y una modificación en las fuerzas y medios considerados en cada componente.
El 7 de diciembre del mismo año, se realizó una presentación de un Memorándum de Entendimiento entre Argentina, Chile y Naciones Unidas, a la que asistieron el Ministro de Defensa de Chile Jaime Ravinet y el Secretario General Adjunto de Operaciones de Mantenimiento de la Paz de Naciones Unidas Alain Le Roy.
El memorándum anterior fue actualizado durante 2011 y ratificado por el ministro de Defensa de Argentina Arturo Puricelli, el ministro de Defensa de Chile Andrés Allamand y el Asesor Militar del Departamento de Operaciones de Paz de Naciones Unidas el teniente general Babacar Gaye. La ceremonia se realizó el 14 de junio en el Centro de Entrenamiento Argentino para Operaciones de Paz (CAECOPAZ) y contó con la presencia del secretario general de las Naciones Unidas Ban Ki-Moon.

## Funcionamiento
En febrero de 2007, el Estado Mayor Conjunto Combinado (EMCC) empezó su operación en el Edificio Libertador, sede del Ministerio de Defensa argentino, en Buenos Aires. Se trasladó en marzo de 2008 al Edificio Diego Portales, sede del Ministerio de Defensa Nacional chileno, en Santiago. En marzo de 2009, el EMCC se trasladó nuevamente a la sede en Argentina, reiniciando el ciclo bienal de rotaciones previstas.
Actualmente tiene su asiento en Dependencias de CECOPAC, Santiago.

## Fuerzas
La Fuerza de Paz Conjunta Combinada comprende fuerzas del Ejército Armada y Fuerza Aérea, organizadas en tres componente, terrestre,naval y aéreo.
En caso de ser requerido el empleo de esta FPCC, ambos países comunicarán a las Naciones Unidas la fecha en que la fuerza estará en condiciones de ser desplegada y su conformación, que puede ser por componentes, por organizaciones modulares o comprender la totalidad de las fuerzas señaladas.

### Composición
| TERRESTRE | NAVAL                                                                                             | AÉREO |
| --- | ------------------------------------------------------------------------------------------------- | --- |
| 1000 hombres | 189 hombres                                                                                       | 195 hombres |
| 2 batallones de infantería mecanizados integrados por personal de Ejército e Infantería de Marina de ambos países, y un Batallón Logístico que apoya a los elementos de maniobra. | 1 OPV Clase 80 con 1 helicóptero Dauphin (Armada de Chile) 1 OPV clase Espora (Armada Argentina). | Unidad de helicópteros integrada por 8 aeronaves: 2 UH-1 Huey II (Ejército Argentino). 2 Bell 412 (Fuerza Aérea Argentina). 2 AS-532 Cougar (Ejército de Chile). 2 UH-1 Iroquois (Fuerza Aérea de Chile). |